# CS Dinamo București (baschet)
Dinamo Știința București este un club de baschet din București care evoluează în prima ligă din România. Clubul este succesorul echipei de baschet a Clubului Sportiv Dinamo și are în palmares 22 de titluri și 4 Cupe ale României, fiind cel mai titrat din istoria țării sale.
Din 1949, la scurt timp după înființare, echipa de baschet a devenit una dintre protagonistele campionatului național, meciurile sale fiind adevărate evenimente care de multe ori erau sold out, în special atunci când adversara directă era echipa armatei, Steaua București.
Pe lângă reușitele realizate la nivel de echipă de club, numeroși jucători dinamoviști au evoluat, de-a lungul timpului, sub drapelul echipei naționale, reprezentând nucleul acesteia. După perioadele de glorie, au urmat însă și unele mai puțin favorabile din punct de vedere al performanțelor, ultimul titlu al echipei de baschet fiind obținut în sezonul 2002–2003.

## Istoric
Secția de baschet a CS Dinamo s-a înființat în primăvara anului 1949. În scurt timp, echipa a reușit să se impună drept una din echipele puternice ale campionatului României, astfel că în sezonul 1954-1955 Dinamo a devenit campioană a României. Au urmat ani în care meciurile dintre Dinamo și CSA Steaua erau derby-uri ca și la celelalte sporturi care umpleau la refuz sala Floreasca (construită cu ocazia Festivalului Mondial al Tineretului din 1953). 
La sfârșitul sezonului 2009/10, echipa a retrogradat în Divizia B pentru prima dată în istoria sa. În anul 2011, Dinamo a promovat în prima ligă (Divizia A) după un sezon, dar a retrogradat după în Divizia B. Din 2014, echipa activează în Liga I românească. În sezonul 2014-2015, Dinamo a fost vicecampion în Liga I și a promovat înapoi în Liga Națională.
În 2018, echipa a început o colaborare cu CSU Știința București, formând o nouă echipă: Dinamo Știința București. Proiectul are la bază ideea unei echipe formate din tineri baschetbaliști români, ajutați de străini cu experiență. În primul sezon, echipa a terminat pe locul 8, cea mai bună clasare din ultimii ani pentru club și a reușit să ajungă în Final Four-ul Cupei României.
BC Dinamo a câștigat de 22 de ori Campionatul României.

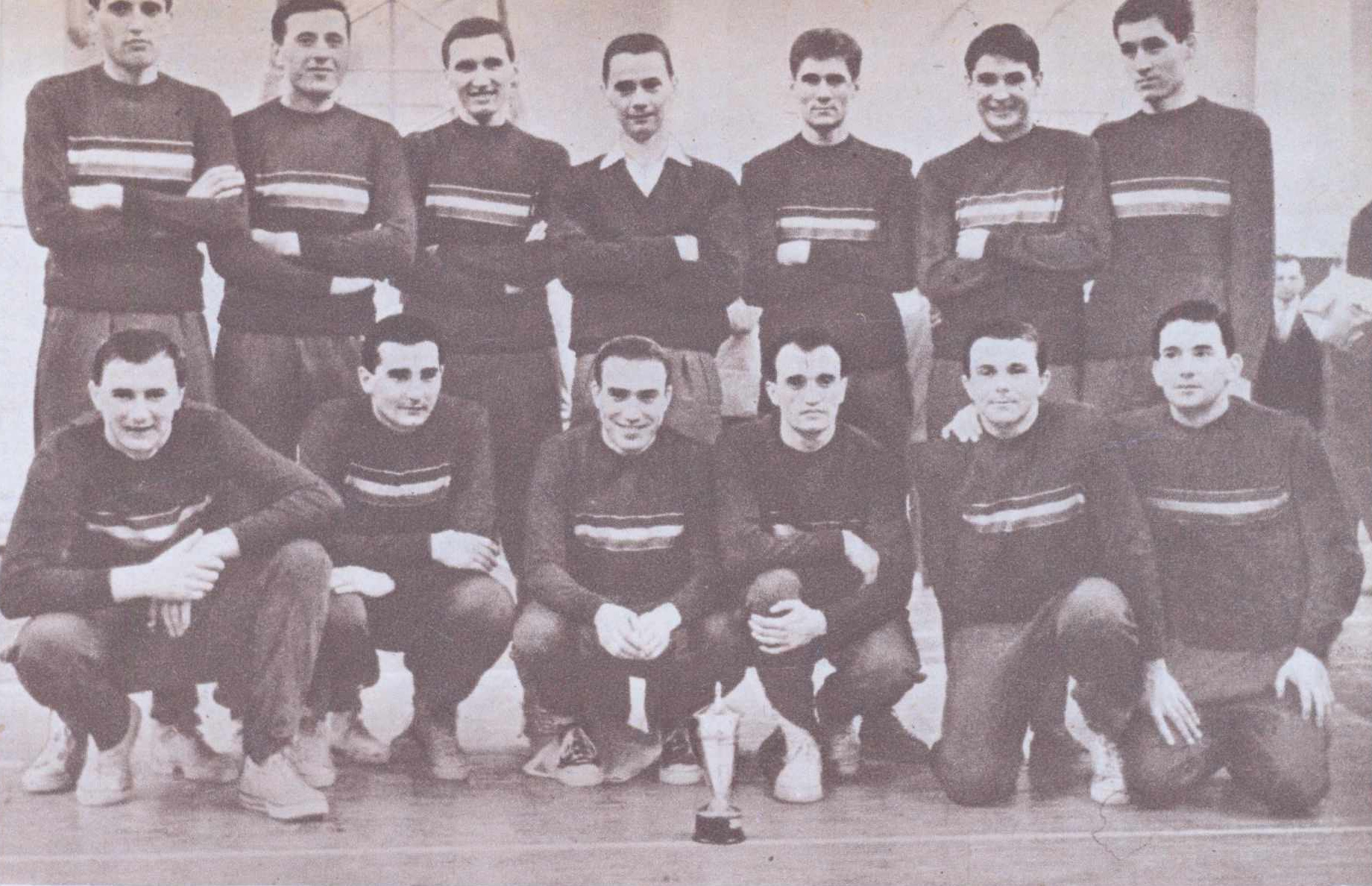
Echipa din 1965

## Palmares
- Liga Națională
  -  Câștigători (22): 1952-1953, 1953-1954, 1954-1955, 1956-1957, 1964-1965, 1967-1968, 1968-1969, 1969-1970, 1970-1971, 1971-1972, 1972-1973, 1973-1974, 1974-1975, 1975-1976, 1976-1977, 1978-1979, 1982-1983, 1987-1988, 1993-1994, 1996-1997,1997-1998, 2002-2003
- Cupa României
  -  Câștigători (4): 1967, 1968, 1969, 1980

## Echipa actuală
La sfârșitul sezonului 2018/2019.
| Nr. | Nume               | Naț.     | Înălțime. | Vârstă |
| --- | ------------------ | -------- | --------- | ------ |
| 4.  | Marko Šutalo       | Serbia   | 194 cm    | 32 ani |
| 5.  | Iulian Orbeanu     | România  | 204 cm    | 28 ani |
| 8.  | Radu Paliciuc      | România  | 201 cm    | 27 ani |
| 9.  | Omer Tal           | Israel   | 187 cm    | 23 ani |
| 10. | Pavel Marinov      | Bulgaria | 200 cm    | 27 ani |
| 13. | Karolis Babkauskas | Lituania | 184 cm    | 24 ani |
| 17. | Nenad Šulović      | Serbia   | 202 cm    | 30 ani |
| 22. | Vlad Corpodean     | România  | 194 cm    | 24 ani |
| 30. | Hrvoje Vučić       | Croația  | 212 cm    | 24 ani |
| 33. | Dumitru Potcoava   | România  | 197 cm    | 19 ani |
| 42. | Noah Dahlman       | SUA      | 201 cm    | 26 ani |